# Octave Farnèse
Pour les autres membres de la famille, voir Maison Farnèse.

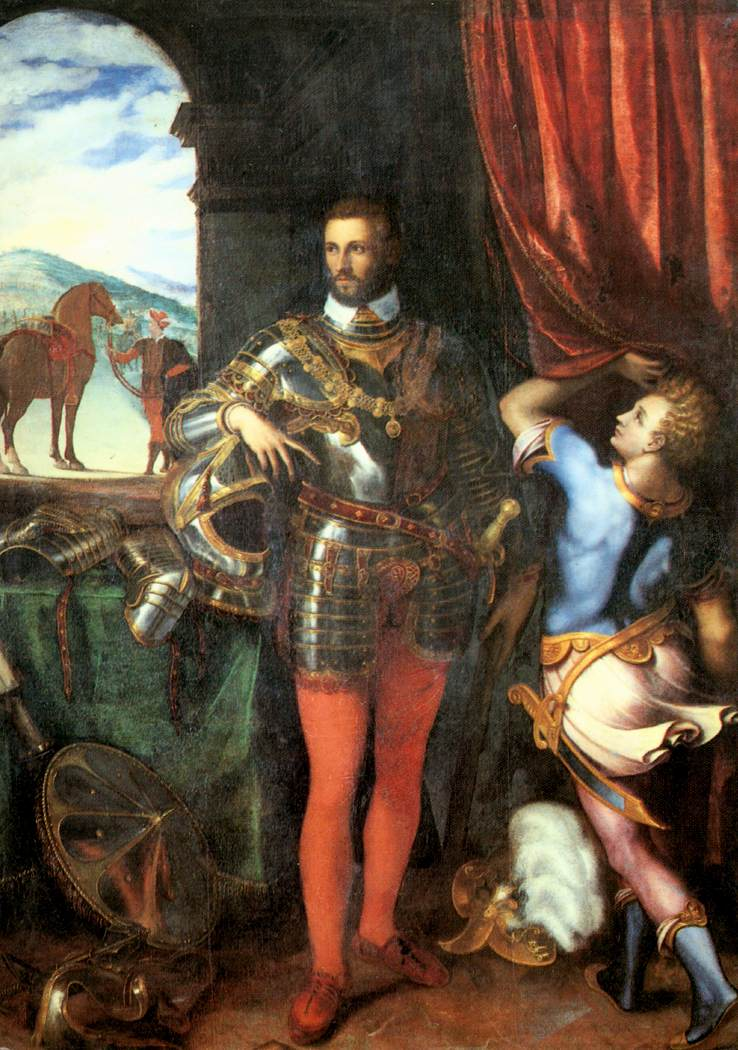
Octave Farnèse.

Octave Farnèse (Ottavio Farnese en italien) est né le 9 octobre 1524 à Valentano, dans le nord de l'actuelle province de Viterbe, dans le Latium, et mort le 18 septembre 1586 à Plaisance. Fils de Pierre-Louis Farnèse et de Gerolama Orsini, il fut le second duc de Parme et Plaisance, ainsi que le second duc de Castro.

## Biographie

### Les premières années
Octave est le second enfant de Pierre Louis Farnèse et Gerolama Orsini, petit-fils du pape Paul III et frère des cardinaux Ranuce Farnèse et Alexandre Farnèse.
Le 4 novembre 1538 Octave épouse Marguerite d'Autriche, fille naturelle de Charles Quint et de Jeanne van der Gheyst. Octave a quatorze ans et Marguerite qui est veuve depuis peu d'Alexandre de Médicis dit Alexandre le Maure, duc de Toscane, en a seize. Le mariage est célébré dans la chapelle Sixtine en présence du pape, celui-ci tranchera en faveur de sa nouvelle petite-fille les contestations sur l'héritage romain des Médicis.
Avec ce mariage, Octave entre dans le cercle fermé des familles souveraines d'Europe. Ce mariage n'est pas très heureux en raison de la faible compréhension et délicatesse d'Octave et pour le continuel souvenir de la cour des Médicis que Marguerite regrette, les ambiances romaines semblant ennuyeuses.
La situation change quand Octave revient blessé d'une expédition à Alger en 1541 et son aversion se transforme en affection.

### Les premiers honneurs
En 1540, au cours d'un consistoire secret, Octave est nommé duc héréditaire de Camerino et seigneur de Nepi au détriment des Varano mais il abandonne ce fief dès que son père devint duc de Parme en 1545. 
Une telle décision ne plaît pas à Octave qui doit renoncer à un État souverain dans la perspective d'une succession, ainsi avec l'appui de Paul III, il obtient de son père le duché de Castro. Au cours de la même année, Marguerite met au monde des jumeaux, Charles (Carlo) qui meurt jeune et Alexandre (Alessandro) qui mène des entreprises qui augmentent le prestige de la famille Farnèse dans toute l'Europe.
Le baptême des jumeaux a lieu à Sant’Eustachio, en présence du pape, de dix-neuf cardinaux et de parrains d'exception : Charles Quint et la reine de France.

### Duc de Parme

Portrait de Paul III avec ses petits-fils, Titien, 1546
Musée Capodimonte de Naples.

Après que la noblesse de Plaisance, certainement en accord avec le gouverneur de Milan Ferrante Gonzaga, assassine Pierre Louis Farnèse en 1547, les troupes de l'Empereur sous le commandement de Don Ferrante, occupent Plaisance. Paul III, sans perdre de temps, convoque le consistoire et déclare qu'Octave est duc de Parme et inféodé à l'Église selon l'investiture réalisé par lui-même. Au cours du même consistoire, il lui attribue la charge de Gonfalonnier de l'Église.
Se rendant compte que Charles Quint considère le duché de Parme et Plaisance comme une dépendance de l'empire, le pape continue à négocier avec lui : il décide d'exiger Parme pour l'église et de donner Castro et Cametino à ses deux petits-fils.
Paul III, profitant de l'absence d'Octave, envoie Camillo Orsini comme légat pour prendre possession de la ville. À peine Octave en est-il informé qu'il se précipite à Parme pour faire valoir son droit, mais sans résultat.
Il cherche à reconquérir Parme par la force mais, après un échec, il négocie avec Ferrante Gonzaga. Il est admis que la rébellion à l'égard de son grand-père accéléra la mort de celui-ci, qui a lieu le 10 novembre 1549. Peu avant sa mort, son petit-fils le cardinal Alexandre Farnèse le convainc d'envoyer une bulle au légat, lui enjoignant de se retirer de Parme pour Bologne laissant ainsi la cité à Octave.
Mais la nouvelle du siège papal vacant arrive à Parme et le légat refuse de suivre l'ordre à moins qu'il ne soit donné par un autre pape.
Entre-temps, durant le conclave, l'appui du cardinal Farnèse au cardinal Giovanni Maria del Monte se révèle décisif pour son élection. Del Monte est élu et prend le nom de Jules III. Le nouveau pape se montre généreux et enjoint à Camillo Orsini de remettre Parme entre les mains d'Octave.
Quelques jours après, le duc fait une entrée triomphale dans la ville et, avec l'appui du pape, il entre quelques mois plus tard en possession de Plaisance.
Ces faits sont rapportés par Don Ferrante à Charles Quint de manière négative.

### La guerre de Parme

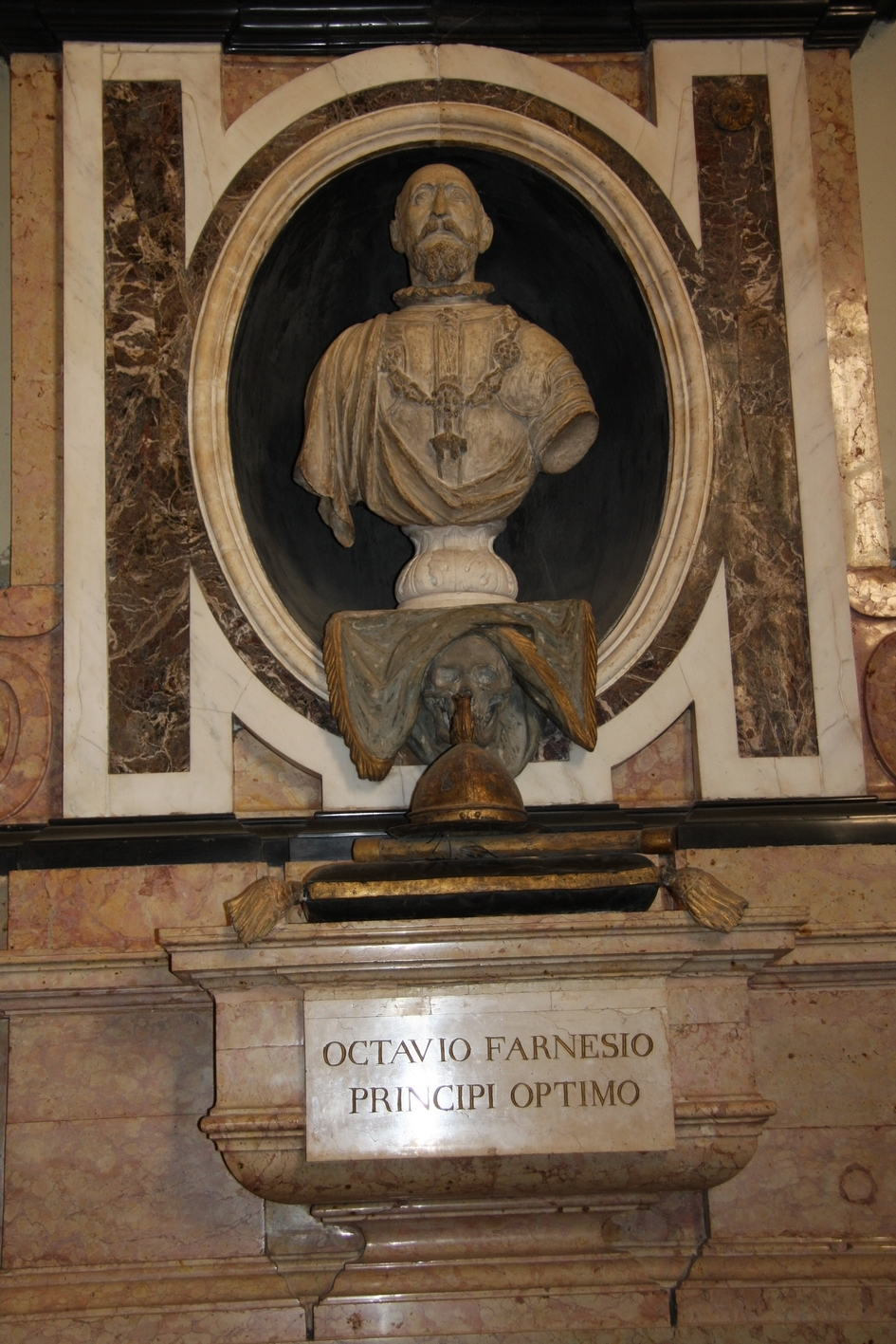
Buste d'Octave Farnèse présente dans la basilique Santa Maria della Steccata.

Don Ferrante distille des horreurs dans l'esprit d'Octave lui faisant croire que son beau-père veut lui enlever le duché ainsi le duc se rapproche de ses frères et d'un commun accord, ils décident de négocier avec le roi de France Henri II.
Quand le pape mal informé par Don Ferrante sur cet accord entre Octave et le roi de France enjoint à Octave de restituer Parme en échange de Camerino, celui-ci refuse. Le même jour, le 27 mai 1551, Henri II et le duc de Parme signent un traité dans lequel le duc promet de ne pas abandonner l'alliance avec les Valois et le roi prend sous sa protection la maison Farnèse lui assurant des troupes et de l'argent. Il nomme commissaire à la guerre et à l'artillerie du duché Francesco De Marchi (1504-1576), grand expert en fortifications et technologies militaires.
Jules III, à la suite de cet accord, déclare le duc rebelle et lui ôte son titre et son duché. Son frère Horace Farnèse rejoint immédiatement son frère et le pape lui retire la préfecture de Rome et met sous séquestre le duché de Castro.
La guerre commence mal pour les Farnèse : Don Ferrante prend rapidement Colorno et peu après Horace (Orazio) est battu vers Mirandola. Pour rendre la défaite plus cuisante, Don Ferrante dévaste la campagne parmesane prenant le risque de déclencher la colère du pape et provoquant une famine. Il fait régulièrement arriver des provisions pour Marguerite pour ne pas encourir des sanctions de l'empereur.
Le 12 septembre une armée française traverse les Alpes et Don Ferrante doit retirer ses troupes pour défendre la Lombardie. À partir de ce moment, l'évolution de la guerre change. Le 29 avril 1552, les représentants du pape, de la France et de Parme signent une trêve qui doit durer deux ans et Charles Quint ratifie la suspension du conflit.
L’accord prévoit la restitution aux Farnèse de tous leurs biens, honneurs et privilèges. Pendant la trêve, Charles Quint se prépare à la reprise du conflit pendant que le roi de France s'occupe de l'organisation du mariage entre Horace et sa fille. À cause de la mort d'Horace, le mariage dure seulement quelques mois et bien que le roi de France écrit à Octave qu'il veut élever son petit-fils Alexandre et qu'il lui envoie le collier de l'Ordre de Saint-Michel, les rapports entre Parme et la France se dégradent toujours plus.
Le 15 septembre 1556 Octave, après la restitution de presque toutes les villes occupées par son père Pierre Louis, se met sous la protection de Philippe II d'Espagne reniant les engagements avec la France et envoyant son fils Alexandre à la cour d'Espagne. Parmi les clauses du traité, Plaisance devient un fief espagnol enfreignant ainsi les droits de souveraineté du Saint Siège.
Les rapports entre l'Espagne et le Saint Siège se détériorent, ainsi le pape envoie un émissaire en France pour la convaincre de faire la guerre à l'Espagne. Cette guerre est désastreuse pour les Français et elle consolide les frontières espagnoles. À la suite de cette guerre, Octave reçoit la Toison d’Or et le titre de capitaine général de guerre espagnol. Marguerite reçoit la régence des Pays-Bas.

### Les dernières années

Le palais ducal de Parme sous le règne d'Octave

Après le départ de son épouse et de son fils, Octave reste seul à Parme. Il s'efforce de rendre le duché prospère, de s'attacher la bienveillance de ses sujets appliquant les sages mesures déjà prises par son père. Il pardonne au comte Sanseverino qui l'a combattu pendant la guerre de Parme mais il confisque le fief de Borgotaro qui appartient à la famille Landi.
Parme devient sa résidence, s'installant d'abord dans le palais épiscopal. Il s'occupe de sciences étudiant Euclide avec Francesco Paciotto qui lui dédie un livre.
Durant cette période, Octave a des relations extra conjugales d'où naissent des enfants naturels parmi lesquels Lavinia, Ersilia et Isabella, qui épousent respectivement un Pallavicino, un Borromeo et un comte de Borgonuovo. À la fin de sa vie, le duc s'amourache de la très belle Barbara Sanseverino.
Après plusieurs années de tranquillité pendant lesquelles le duc sait consolider le duché en faisant la promotion de l'économie et des échanges financiers, commerciaux et culturels, Octave est l'objet d'une conjuration en 1582. Deux Scotti et un Anguissola sont arrêtés et torturés. Après avoir confessé leur crime, ils sont exécutés en décembre de la même année.
En 1586, peu de temps avant sa mort, Philippe II lui restitue officiellement Plaisance non à sa demande mais en compensation des victoires remportées par son fils Alexandre qui lui succède sur le trône du duché.